# Krupp Nutzfahrzeuge

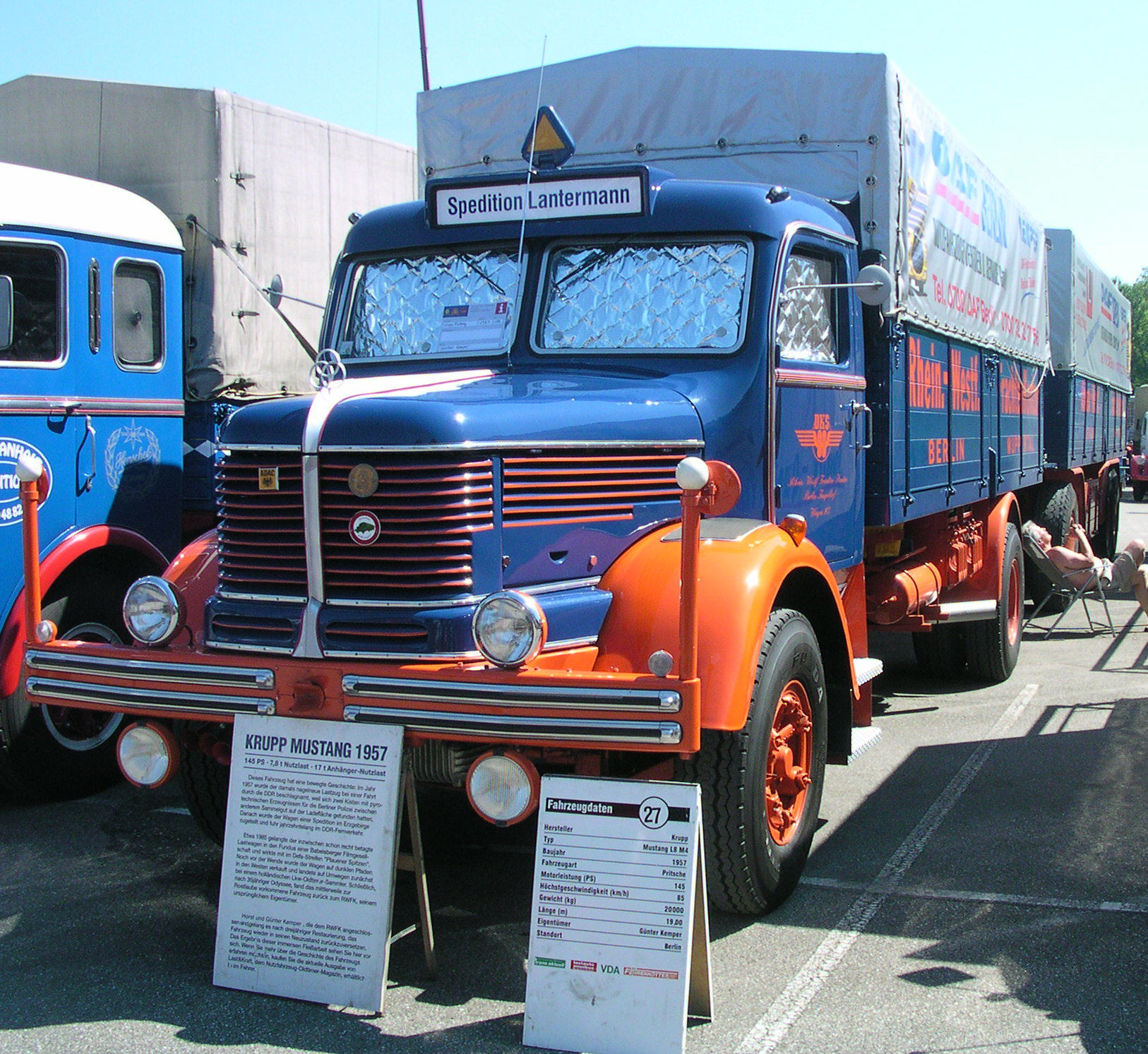
Mustang L8 M4

Krupp Nutzfahrzeuge, Fried. Krupp Motoren- und Kraftwagenfabriken, var en tysk lastbils- och busstillverkare. Kruppkoncernen (idag ThyssenKrupp) tillverkade från första världskriget och fram till 1968 lastbilar och fram till 1963 bussar. 1946-1954 under namnet Südwerke
Efter första världskriger började Krupp tillverka lastbilar med start 1919. 
Krupps lastbilar var tidigare vanliga i Västtyskland och fanns även på svenska vägar. 1946 återupptogs tillverkningen av lastbilar hos Kruppkoncernen men man flyttade produktionen från Essen till Kulmbach. Det efter kriget belastade namnet gjorde att man gav lastbilarna namnet Südwerke. 1954 började man åter tillverka under det egna namnet. 
1950 kom den tunga lastbilen Titan som var en av de starkaste tyska lastbilarna för sin tid med 190 hästkrafter (från 1951 med 219 hk). 1951 utökades modellprogrammet med modellerna Mustang och Büffel. 1955 moderniserade man lastbilsprogrammet och Tiger blev efterträdaren till TItan. 
1968 lade Krupp ner lastbilstillverkningen. Då hade man under flera år brottats med vikande försäljning. Krupp blev tillsammans med Büssing och Henschel ett av de märken som försvann under denna period. 

## Modeller
- Mustang (1951-1954)
- Titan (1950-1954)
- Büffel (1951)
- Tiger (1954)
- Widder
- Elch
- Drache
- Cyklop
- Gigant
- 701
- 801